# رز چای

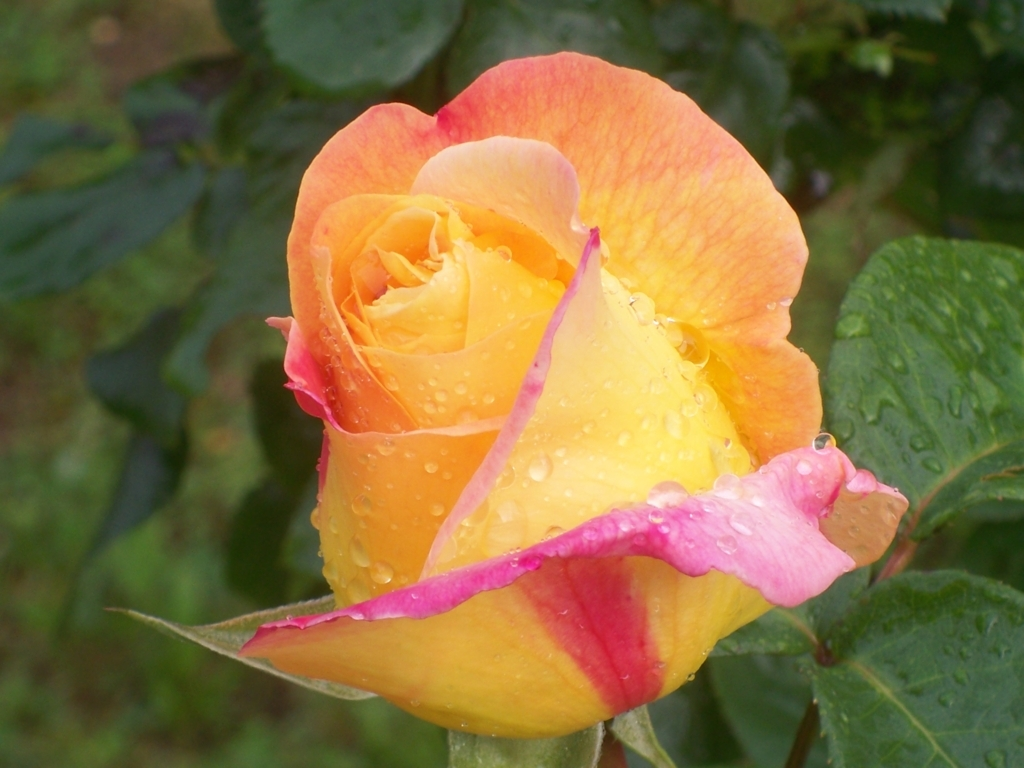
رز چای

رز چای (به انگلیسی: Tea roses) علامت اختصاری T، نام یک گروه از رزهای باغی قدیمی است. خاستگاه این نوع رز چین است. از ترکیب رز چینی و رز گیگانتی (Rosa gigantea × Rosa chinensis)بوجود آمده است. همان‌طور که از نامش برمی‌آید عطری به مانند بوی چای دارد. فصل گلدهیِ بیشتر انواع آن چهار فصل است. بوته آن برافراشته است.

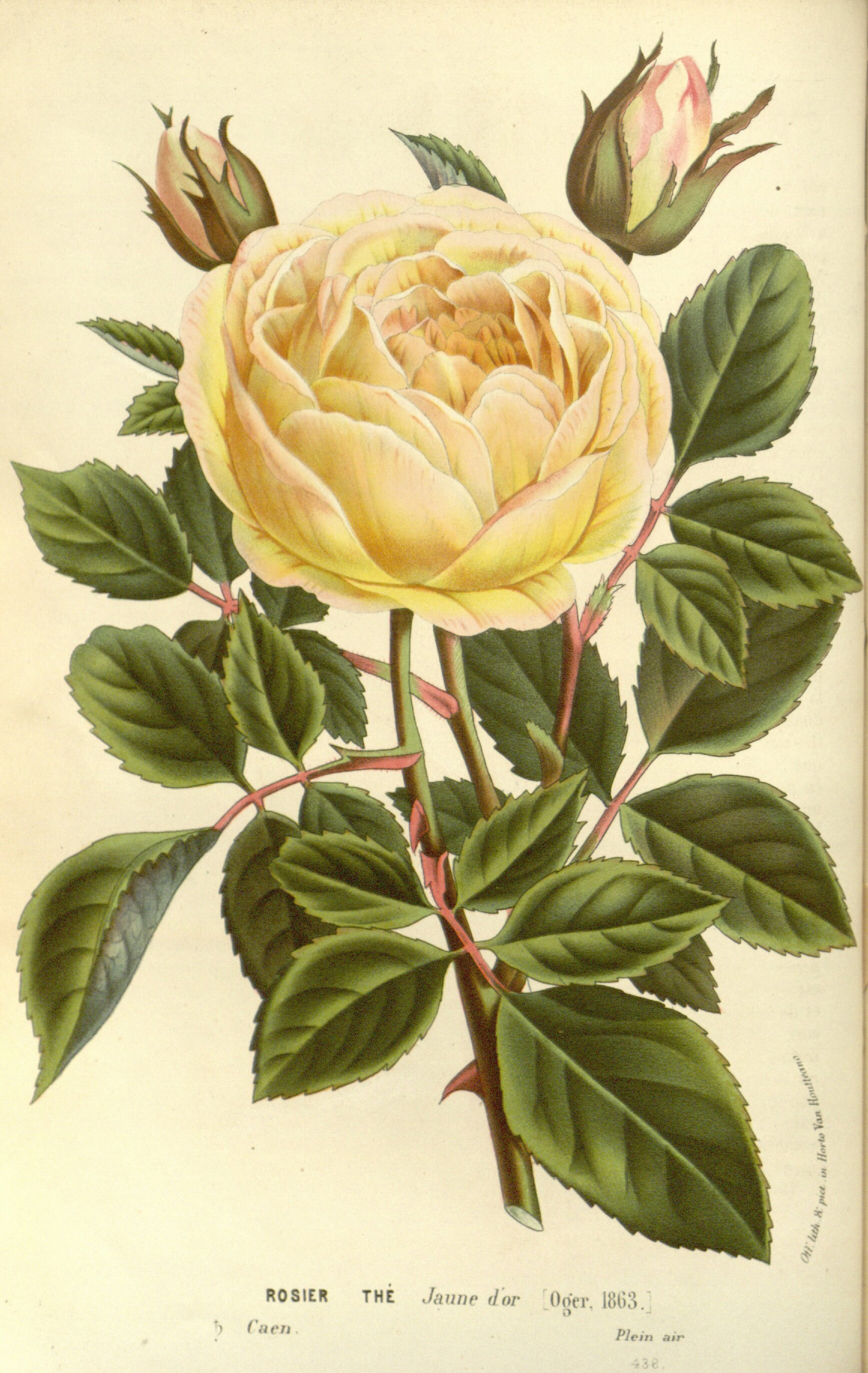
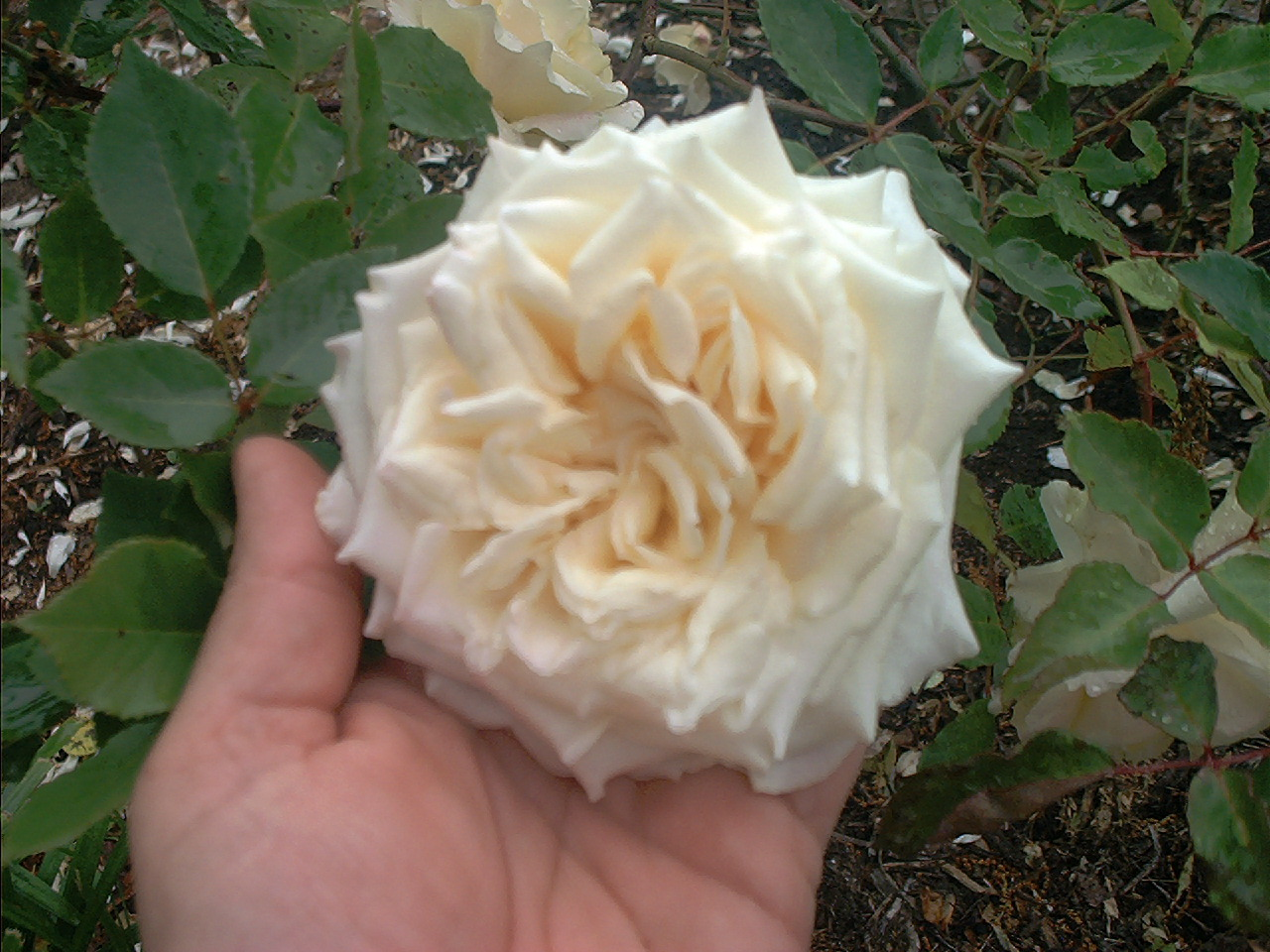
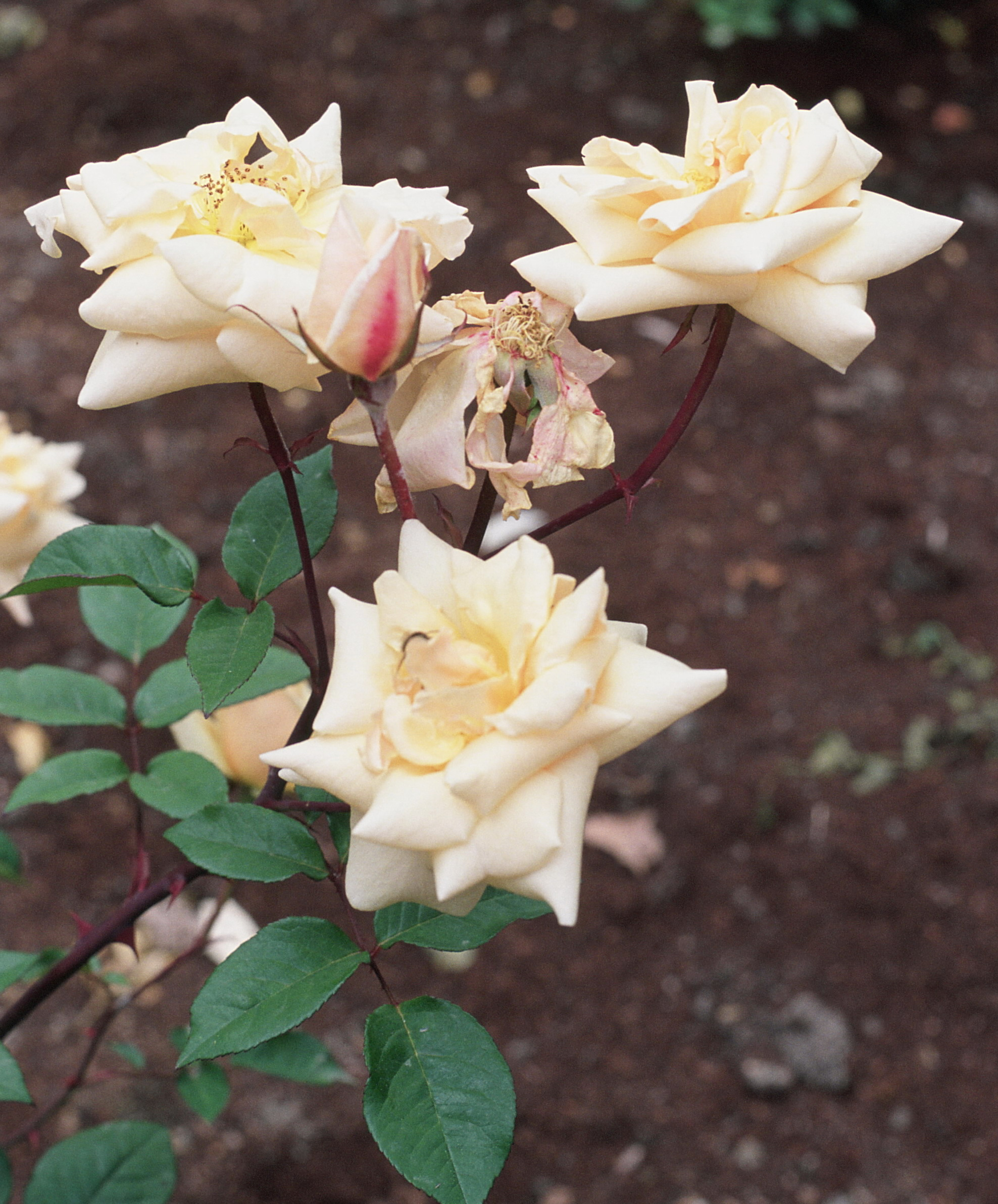